# Трошкин, Борис Константинович
Бори́с Константи́нович Тро́шкин (эст. Boriss Troškin, эст. Boriss Troshkin, 26 июня 1946, Таллин, ЭССР, СССР – 9 марта 1998, Таллин, Эстония) — советский и эстонский актёр театра. Член Театрального союза Эстонии (1969). Народный артист Эстонской ССР (1988).

## Биография
Борис Трошкин родился 26 июня 1946 года в Таллине, в семье сапожника. В 1962 году окончил Таллинскую 23-ю среднюю школу.  
Театром увлёкся ещё в школьные годы. Играл в постановках Народного театра таллинского Дома офицеров («Василий Тёркин», «Черёмуха осыпается» (главная роль) и др.)
Учился в Школе-студии Московского художественного театра (курс Павла Массальского). 
После окончания школы-студии в 1968 году вернулся в Таллин, где начал служить в Государственном русском драматическом театре Эстонской ССР и почти сразу стал играть ведущие роли. Борис Трошкин также играл почти во всех сказочных представлениях театра и очень дорожил своим успехом у детей.
Об исполнении Трошкиным роли Гумберта Гумберта (в эстонской прессе на русском языке Хамберта Хамберта) в спектакле «Лолита», поставленном в 1990 году в Русском театре режиссёром Михаилом Морейдо, эстонская журналистка и театральный критик Этери Кекелидзе писала: «[он] играет его с высокой степенью внутренней сосредоточенности, убеждая даже неверующих в самоедской силе своей порочной страсти и сохраняя при этом необходимую дистанцию эстетизма». Эстонский журналист и театральный критик Борис Тух об этой же роли писал (под псевдонимом Ричард Клоостер): «Борис Трошкин в роли XX [Хамберта Хамберта] играл не сластолюбивого маньяка, а Великого грешника, пленника собственных страстей, напоминая, что Набоков — не автор модного бестселлера, а законный наследник великой русской литературы».
Журналист Светлана Ягодовская в 1992 году писала: «про Бориса Трошкина в роли невозможно было ничего сказать — можно говорить об образе, но только не о нем самом — он здесь отсутствовал: оставив бренную оболочку за кулисами, как бабочка куколку — он позволял родиться образу — и обсуждать можно было Шервинского, Чебутыкина и остальных его героев. Сам же Трошкин никогда не давал повода для критики: чистота образа вызывает поистине немоту».
Своим актёрским идеалом Борис Трошкин считал Иннокентия Смоктуновского. В быту занимался творчеством — резьбой по дереву. 
Умер после тяжёлой болезни 9 марта 1998 года. Похоронен на таллинском кладбище Метсакалмисту.

## Роли в театре
- 1968 — А. М. Арканов, Г. И. Горин «Банкет» — лакей
- 1968 — М. Горький «Варвары» — Гогин
- 1968 — Н. В. Гоголь «Ревизор» — Свистунов, Пуговицын, Держиморда
- 1968 — Е. С. Ставиньский «Час пик» — Филоний
- 1970 — М. А. Светлов «Двадцать лет спустя» — Коля
- 1970 — Л. Н. Андреев «Тот, кто получает пощёчины» — берейтор
- 1970 — М. А. Булгаков «Дни Турбиных» — Леонид Юрьевич Шервинский
- 1971 — А. П. Штейн «Гостиница “Астория”» — Аугуст
- 1971 — Л. А. Жуховицкий «Одни, без ангелов» — Игорь
- 1972 — А. А. Сагальчик «Ой, ду, ду!» — Иванушка
- 1972 —  П. Панчев «Сказка о четырёх близнецах» —  дядя Пётр
- 1972 — Д. Поплуэлл «Миссис Пайпер ведёт следствие» — Годдар
- 1972 — И. М. Дворецкий  «Человек со стороны» — Быков
- 1973 — Е. Л. Шварц «Красная Шапочка» — Медведь
- 1973 — Г. Бокарёв «Сталевары» — Алексей
- 1973 — А. Кристи «Мышеловка» — мистер Паравичини
- 1973 — Г. С. Рябкин «Такси в течение получаса» — Андрей
- 1973 — А. Н. Островский «Гроза» — Тихон Иваныч Кабанов
- 1974 — Э. Хемингуэй «По ком звонит колокол» — Андрес
- 1974 — А. В. Вампилов «Прошлым летом в Чулимске» — Пашка
- 1974 — С. Я. Маршак «Кошкин дом» — Кот, слуга богатой Тёти-кошки
- 1975 — А. Тур, П. Тур «Перебежчик» — капитан Рубцов
- 1976 — А. Н. Толстой «Буратино» — Карабас-Барабас, директор театра
- 1976 — Л. Ю. Моисеев «Багряный бор» — Маркел
- 1976 — Т. Уильямс «Трамвай “Желание” — Митч
- 1976 — В. Шукшин «Я пришёл дать вам волю» — Ларка Тимофеев
- 1977 — Э. Е. Фонякова «И счастья в личной жизни» — Сергей
- 1977 — М. А. Булгаков «Бег» — Голован, есаул, адъютант Хлудова / Антуан Грищенко, слуга Корзухина / Парамон Ильич Корзухин
- 1977 — А. П. Гайдар «Военная тайна» — Мальчиш-Кибальчиш
- 1978 — Э. Ветемаа «Ужин на пятерых» — Март
- 1978 — А. Дюма «Нельская башня» — Ландри
- 1979 — Е. Л. Шварц «Снежная королева» — советник
- 1979 — А. И. Гельман «Мы, нижеподписавшиеся» — Геннадий Михайлович Семёнов
- 1979 — А. Н. Островский «Бесприданница» — Василий Данилыч Вожеватов
- 1980 — М. Ф. Шатров «Синие кони на красной траве» — Владимир Александрович Обух, врач
- 1980 — В. И. Ежов «Соловьиная ночь» — Лукьянов, генерал-майор
- 1980 — А. Касона «Деревья умирают стоя» — Маурицио (также директор)
- 1981 — А. М. Галин «Ретро» — Леонид
- 1982 — В. К. Арро «Смотрите, кто пришёл» — Роберт
- 1982 — М. А. Булгаков «Мольер» («Кабала святош») — маркиз д’Орсиньи
- 1983 — А. Линдгрен, М. Микивер «Новые похождения Карлсона» — дядя Юлиус
- 1983 — Ю. Макаров «Не был. Не состоял. Не участвовал» — Панарин
- 1983 — Ф. К. Сологуб «Мелкий бес» — Хрипач, директор гимназии
- 1984 — У. Лейес[эст.] «Буратино летит на Луну» — Кот в сапогах
- 1984 — А. С. Смирнов «Родненькие мои» ― Валентин
- 1984 — А. М.Володин «Все наши комплексы» — должностное лицо
- 1984 — У. Шекспир «Сон в летнюю ночь» — Эгей, отец Гермии
- 1985 — И. Эркень «Игра с кошкой» — Виктор Чермлёный, оперный певец на пенсии
- 1986 — В. Удам «Ответственность» — Лео
- 1986 — Н. В. Гоголь «Ревизор» — Антон Антонович Сквозник-Дмухановский, городничий
- 1986 — М. Ю. Лермонтов «Маскарад» — Афанасий Павлович Казарин
- 1987 — Д. Самойлов «Кословервоп» — Кыутс
- 1987 — А. М. Володин «Ящерица» ― Народный советник
- 1987 — Т. Уильямс «Вьё-Карре» — Найтингейл
- 1988 — А. А. Дударев «Свалка» — «Доцент»
- 1988 — Г. Михайлов «Театральные фантазии» — Мольер
- 1990 — В. В. Набоков «Лолита» — Гумберт Гумберт
- 1990 — Ж.-Ж. Брикер, М. Ласег «Не верь глазам своим, или Мужской род единственное число» — Альберт Ла Марс, депутат парламента
- 1992 — Ж. Ануй «Красивая жизнь» — фон Валензе
- 1993 — Ф. К. Сологуб «Ангел полетел» — Алексей
- 1993 — Ф. А. Кони «Муж всех жён» — Ласкари, майор
- 1994 — В. Гюго «Анджело. Тиран Падуанский» — Анджело
- 1994 — А. Кицберг «Оборотень» — батрак
- 1994 — «В Москву! В Москву!» по пьесе А. П. Чехова «Три сестры» — Иван Романович Чебутыкин
- 1995 — Н. В. Гоголь «Женитьба» — Иван Павлович Яичница
- 1996 — Д. Б. Шоу «Пигмалион» — полковник Пикеринг
- 1997 — Д. И. Фонвизин «Недоросль» — Тарас Скотинин

## Роли в кино
- 1971 — «Человек в проходном дворе» — Рейно, спекулянт, знакомый Отто Пухальского
- 1986 — «Гонка века» — гидрометеоролог

## Звания и премии
- 1974 — Памятная медаль и премия в размере 50 рублей на смотре молодых артистов театра в сезонах 1974/75 и 1975/76 гг., организованном Министерством культуры Эстонской ССР[12]
- 1978 — Заслуженный артист Эстонской ССР[2][1]
- 1988 — Народный артист Эстонской ССР[2]

## Семья
- Жена — Светлана Крассман (эст. Svetlana Krassman, род. 1947), театральный режиссёр-постановщик. Борис Трошкин сыграл в самом первом поставленном ею в Русском театре — спектакле-сказке «Красная шапочка» (1973)[11][13].